# Repljana
Repljana (bulgariska: Репляна) är ett distrikt i Bulgarien.   Det ligger i kommunen Obsjtina Tjuprene och regionen Vidin, i den västra delen av landet, 100 km nordväst om huvudstaden Sofia.
I omgivningarna runt Repljana växer i huvudsak lövfällande lövskog. Runt Repljana är det glesbefolkat, med 8 invånare per kvadratkilometer.